# Turmstation

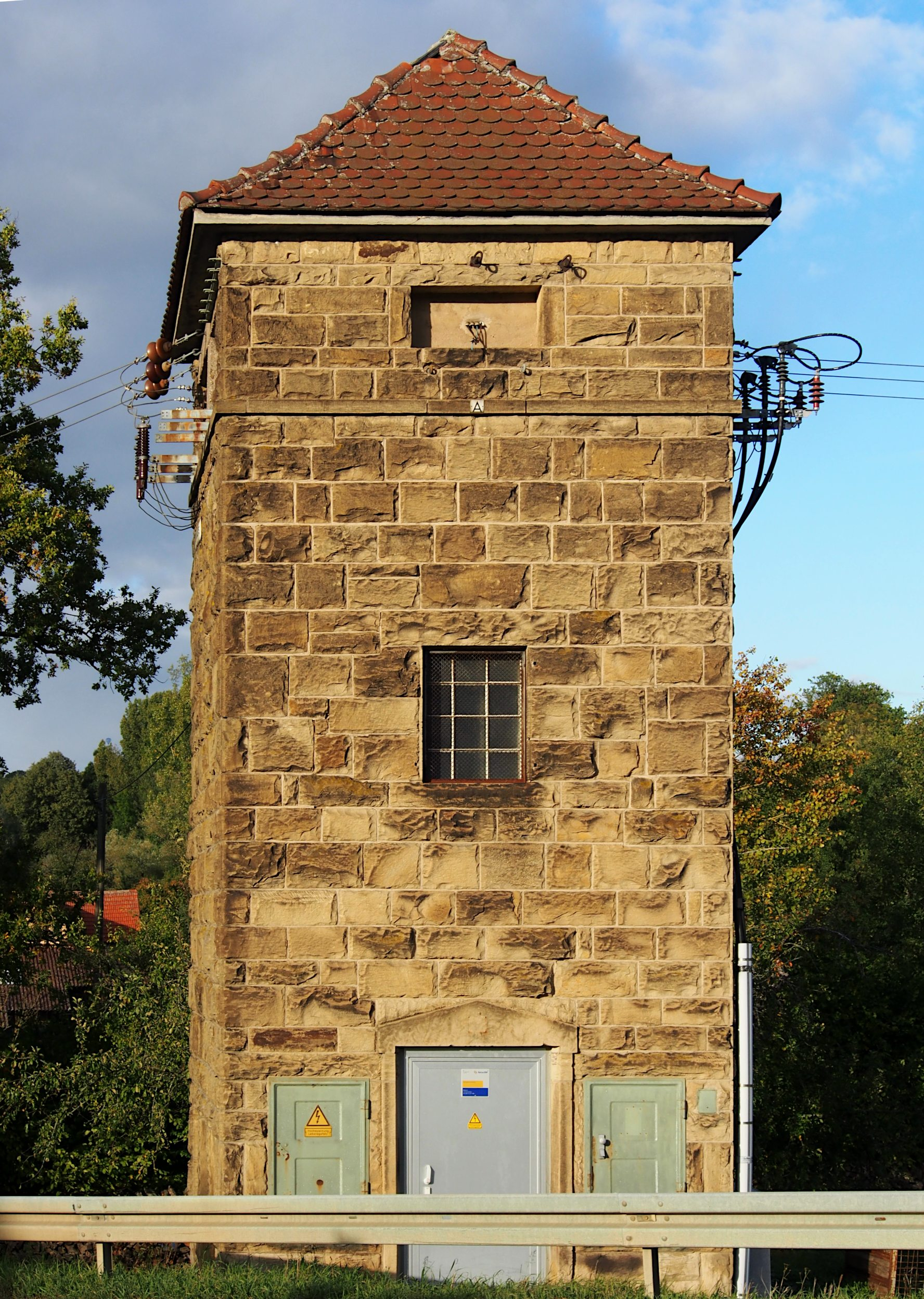
Natursteinmauerwerk-Trafoturm im Kraichgau

Als Turmstation oder Trafoturm bezeichnet man eine Bauform der Transformatorenstation, bei der die technische Anlage in einem turmförmigen Häuschen untergebracht ist. Die Bauweise als Turm hat den Vorteil, dass Freileitungen direkt am oberen Teil des Turmes abgespannt und ins Innere geführt werden können, ohne dass eigens ein Abspannmast benötigt wird.
Im Inneren des Turmes befindet sich eine Schalt- und Umspannanlage, die die Mittelspannung zwischen den Leitungen verteilt und in Niederspannung umsetzt, um Abnehmer im Umkreis einiger hundert Meter bis zu wenigen Kilometern zu versorgen. 

## Verbreitung
Turmstationen sind überwiegend in ländlichen Gebieten zu finden. In städtischen Gebieten sind Transformatorenstationen als kompakte Einheit in Kellern von Gebäuden ausgeführt. Turmstationen sitzen häufig an Kreuzungspunkten von bis zu vier Leitungen, welche in einer luftisolierten Schaltanlage mit Lasttrennschaltern geschaltet werden können. Außerhalb befinden sich Überspannungsableiter, um die Schaltanlage im Inneren zu schützen.
In Europa sind Turmstationen weit verbreitet, in Nordamerika hingegen gibt es praktisch keine Turmstationen. Dort sind lokale Transformatoren meist als Masttransformator ausgeführt.
Seit Beginn der 1980er Jahre werden nur noch selten neue Turmstationen errichtet. Stattdessen werden Transformatorenstationen ebenerdig als kostengünstigere und kleinere kompakte Transformatorenstation mit genormten Konstruktionselementen ausgeführt. Die elektrischen Leitungen führt man als Erdkabel zu. Bestehende Turmstationen werden großflächig stillgelegt. In Niederschlesien sind noch viele Turmstationen aus der Vorkriegszeit erhalten.

## Kultur- und industriehistorische Bedeutung
Die Turmstationen geben heute – mit ihrer jeweils an die Region angepassten Architektur –  Zeugnis über ein Jahrhundert Industriearchitektur. Viele Trafotürme sind Landmarken und unverzichtbarer Teil der Landschaft geworden.
Das denkmalgeschützte ehemalige Transformatorenhaus in Balve-Wocklum, welches 1913 erbaut wurde, liegt baugeschichtlich in der Eigenart des wilhelmischen Stils (Neobarock). Die Architektur wurde aus der Formgestalt eines Kirch- und Burgturmes entwickelt.

## Nutzung stillgelegter Turmstationen
Um den Abriss der historischen Turmstationen zu vermeiden, werden sie vielerorts von Vereinen oder Privatpersonen für vielfältigste Zwecke im Bereich Naturschutz, Tourismus, Kultur, Wohlfahrt oder Bildung genutzt. Naturschutzvereine und -Stiftungen bauen Turmstationen zu Artenschutztürmen um, mit Nistkästen für Vögel und Versteckmöglichkeiten für Fledermäuse. Einige der alten Turmstationen stehen auch unter Denkmalschutz.
- Turmtransformation: Netzwerk zur Nachnutzung ausgedienter Turmstationen inkl. Deutschlandkarte[4]
- Spieluhr von Kryštofovo Údolí
- Isolatorenmuseum in Lohr am Main
- Das kleinste Strommuseum der Welt[5] in Damm (Schermbeck)
- Turmstation Kunigunde[6] in Bonn-Mehlem
- Station mit 4 Türmen in Sichtziegelmauerwerk in Graz-Puntigam, Triester Straße 367. Denkmallisteneintrag, „sakralisierte Technik“ aus 1903/1904 : 2008 restauriert, Einbau eines Restaurants mit Terrasse, gut sichtbar bei einem Supermarkt. Eröffnet als Cafe „Der Trafo“,[7] danach seit 2012 Cafe „La Fleur“.[8][9]

## Galerie

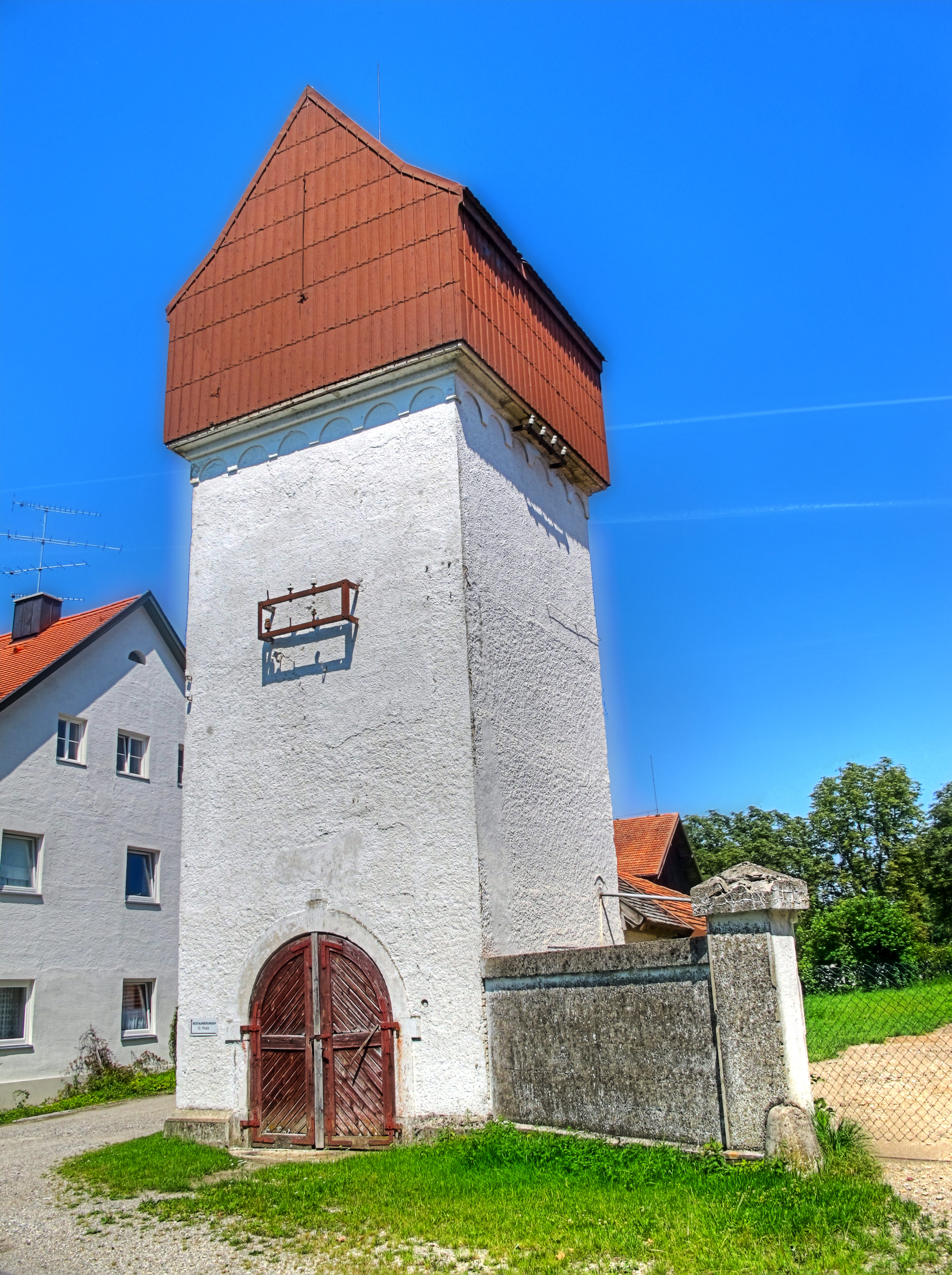
Olching
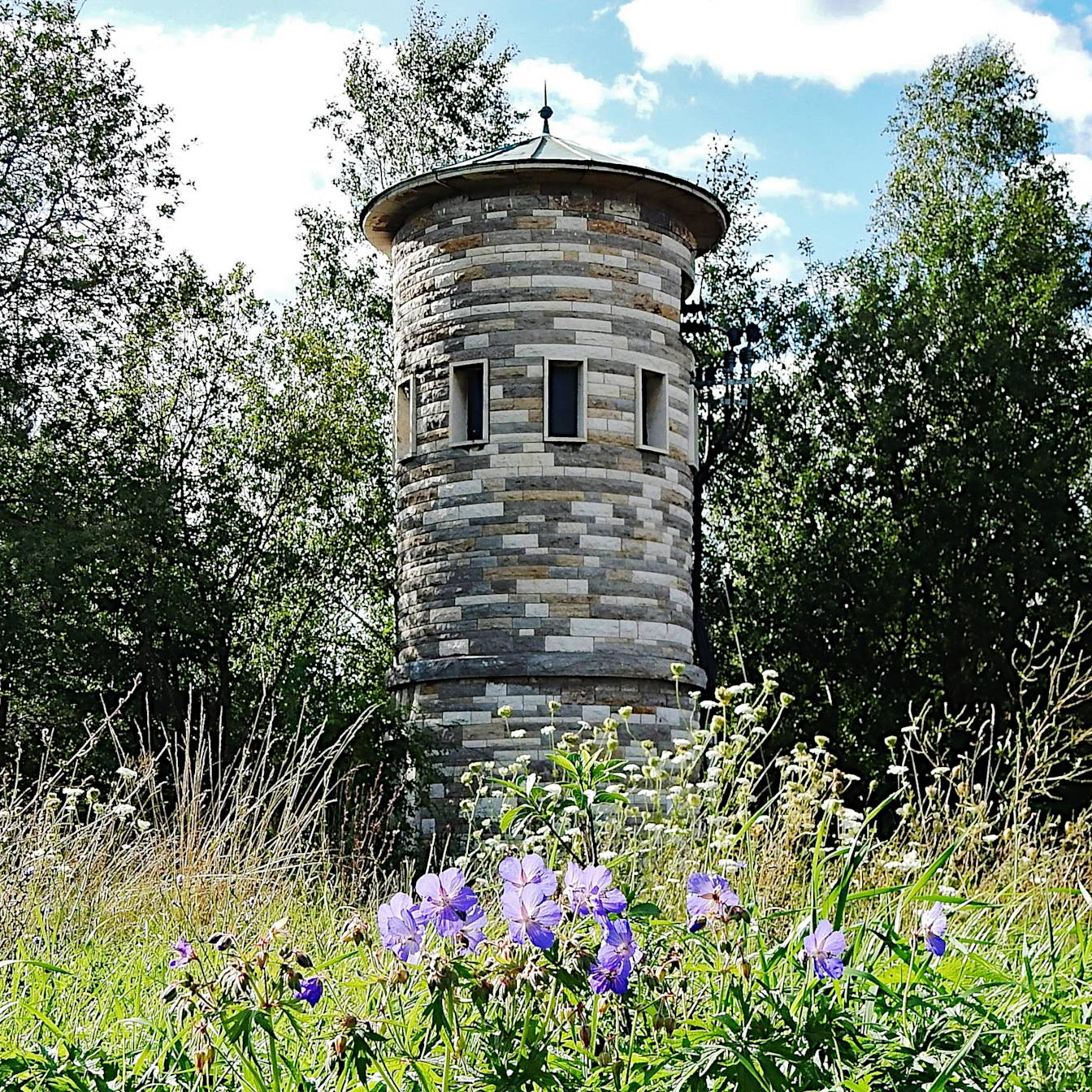
Turmstation im Gäu
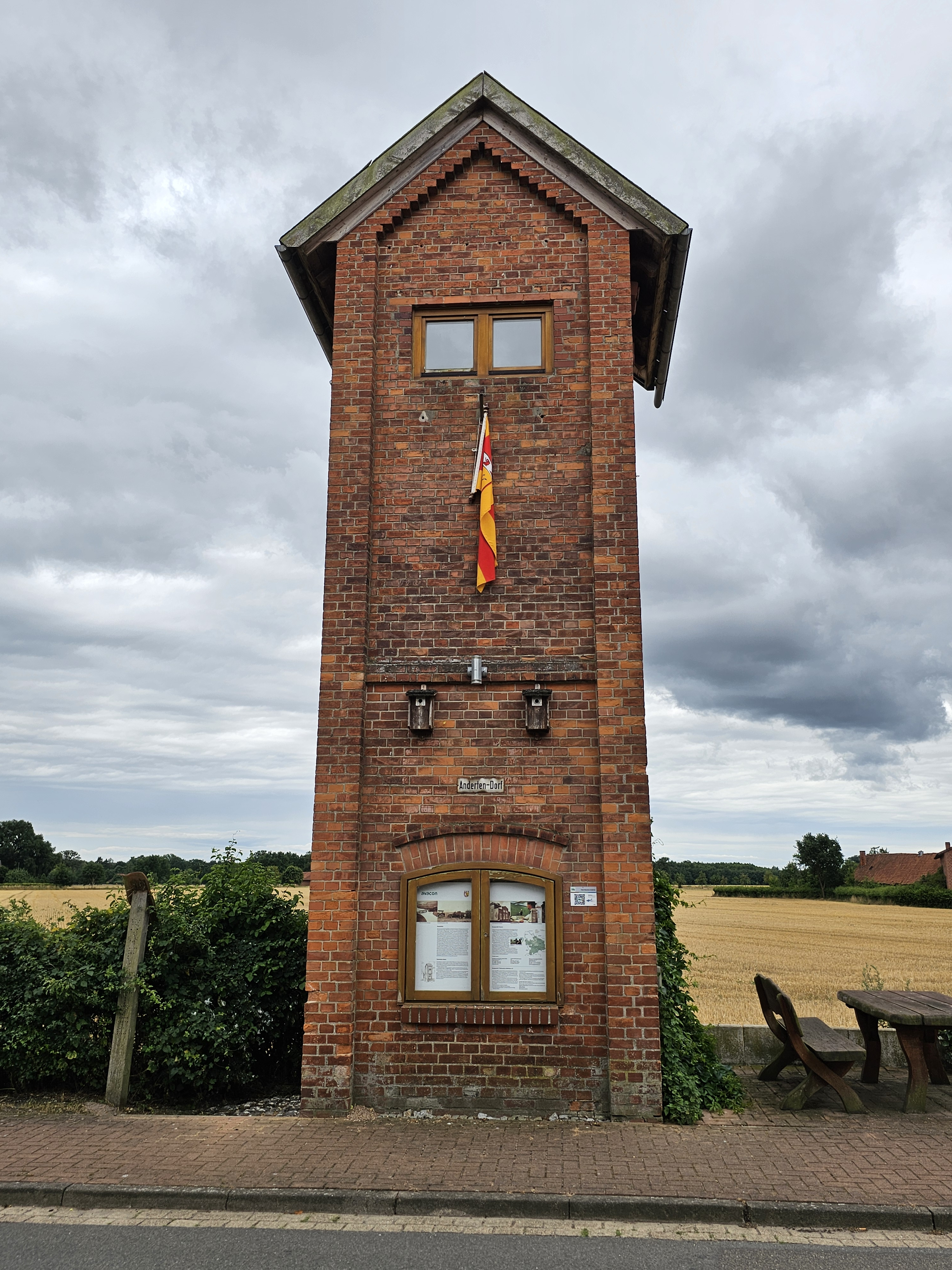
Turmstation in Heemsen-Anderten
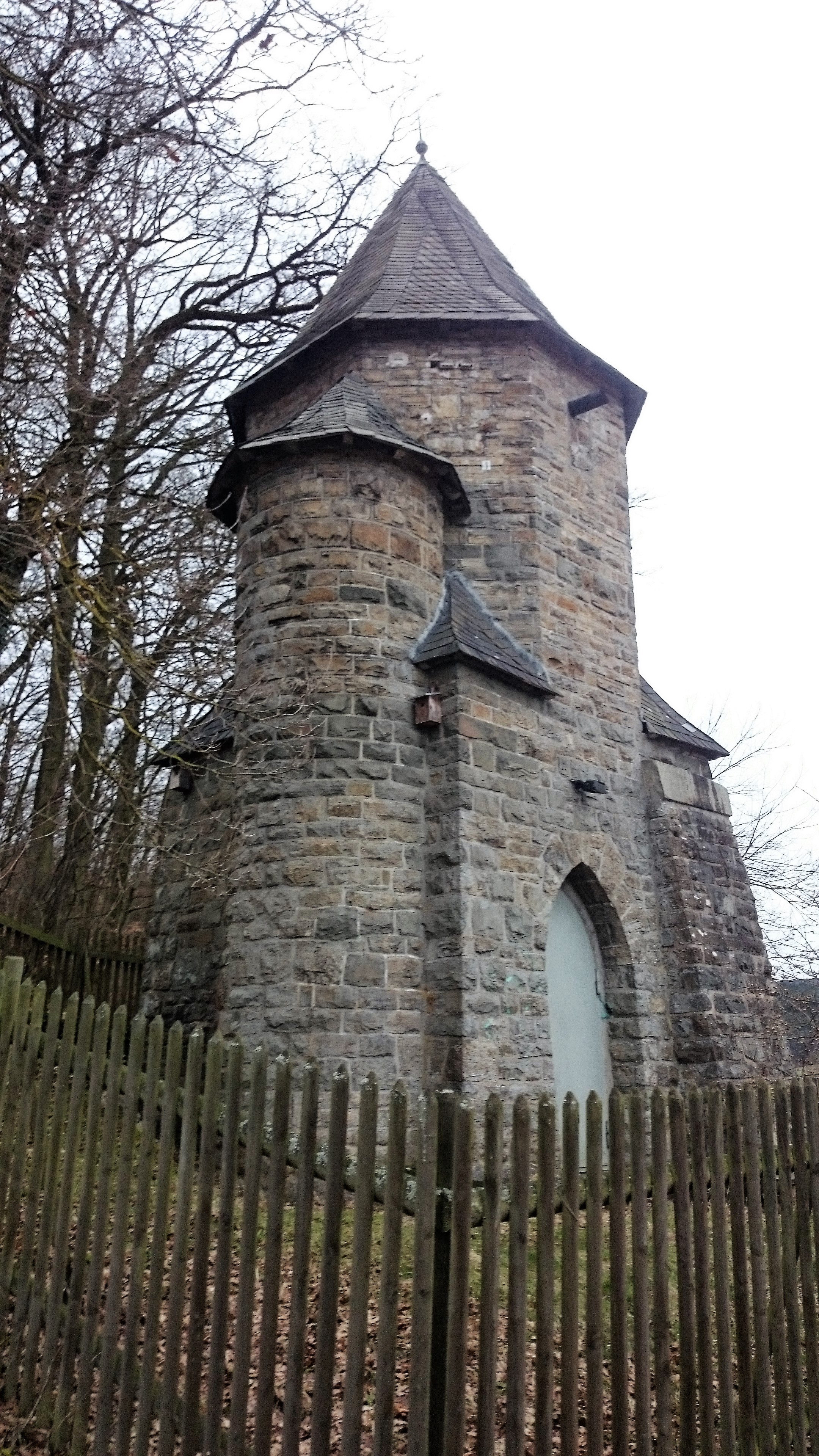
Balve, Sauerland. Unter Denkmalschutz
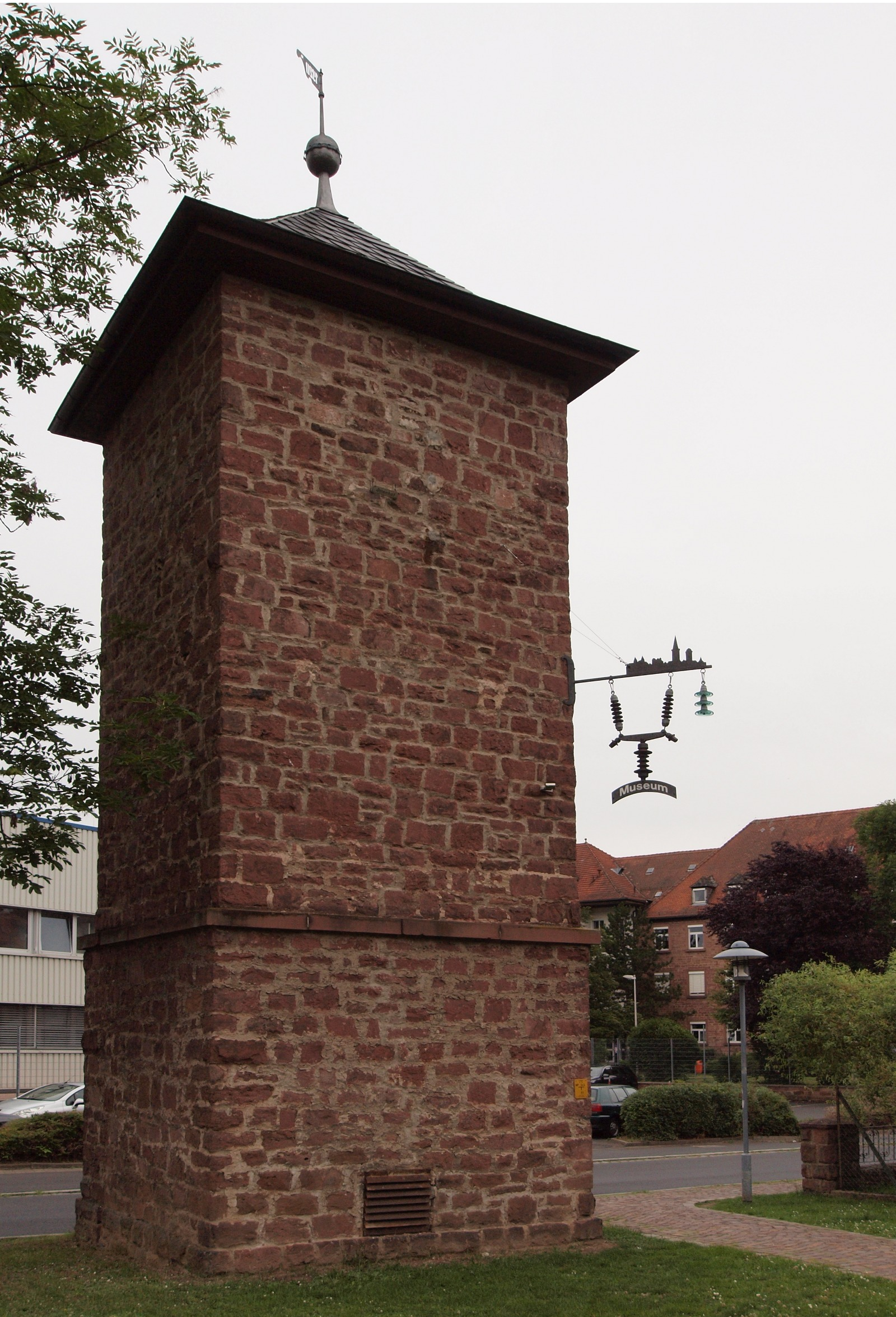
Isolatorenmuseum in Lohr
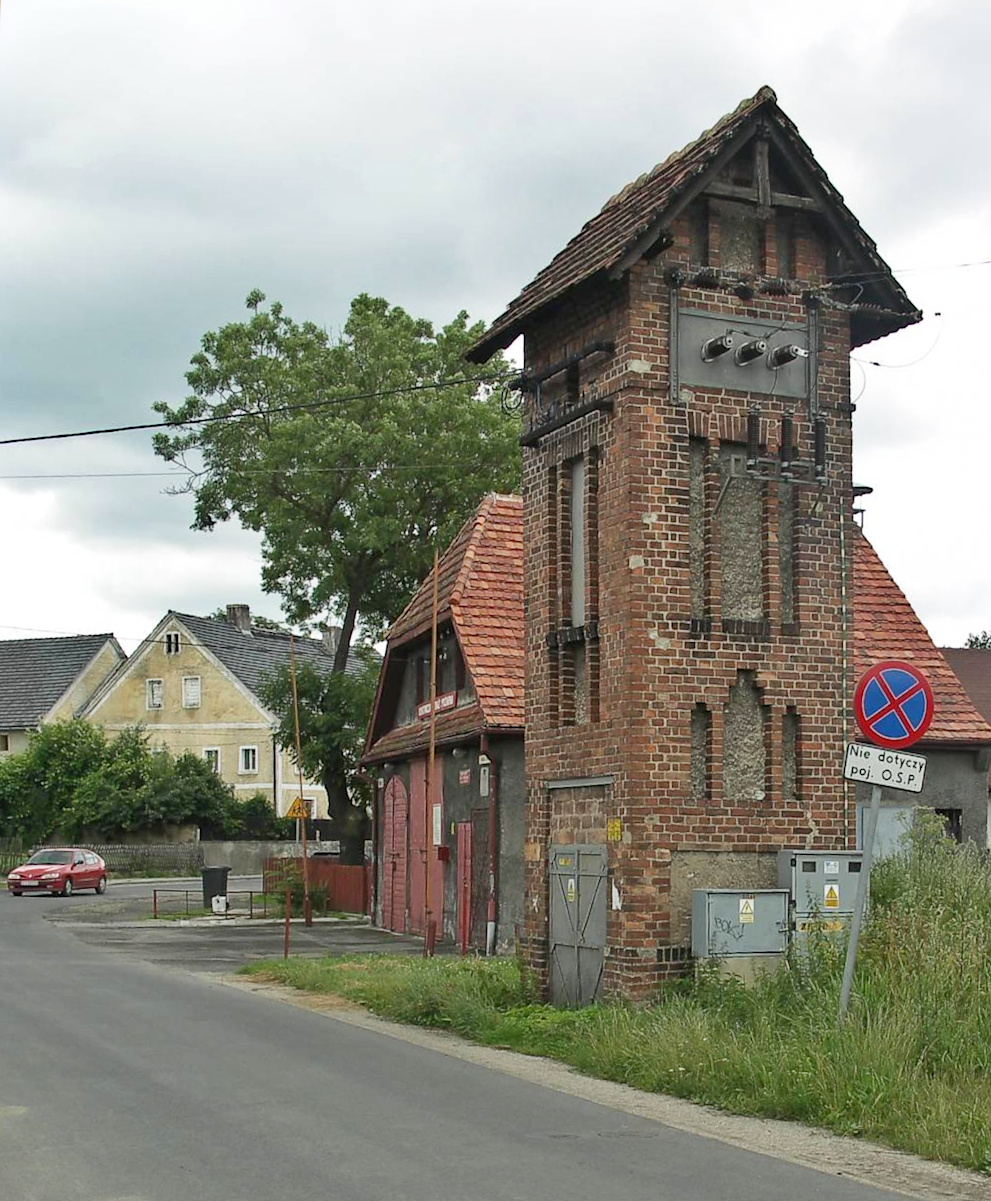
Jelenia Góra
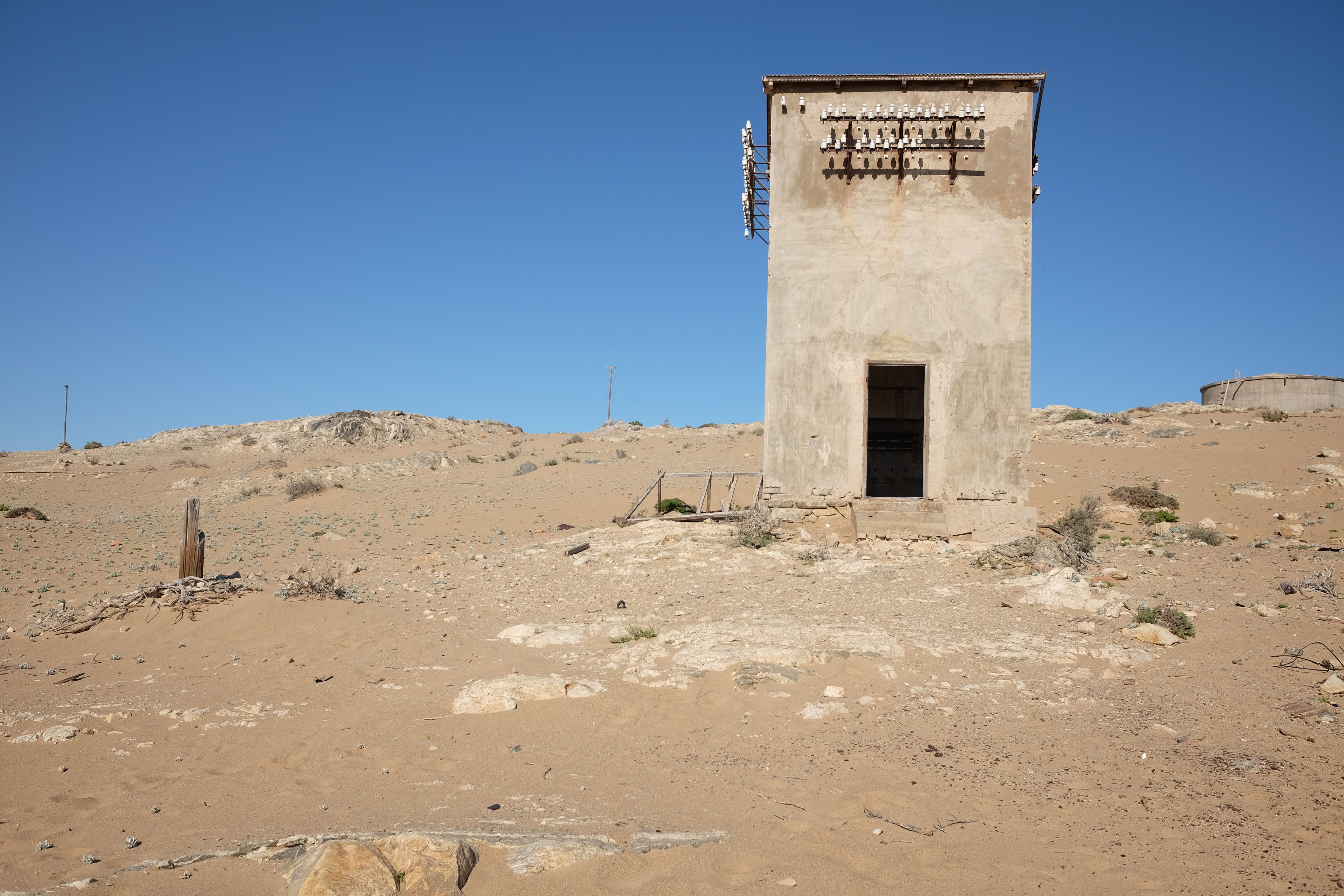
Kolmanskuppe, Namibia
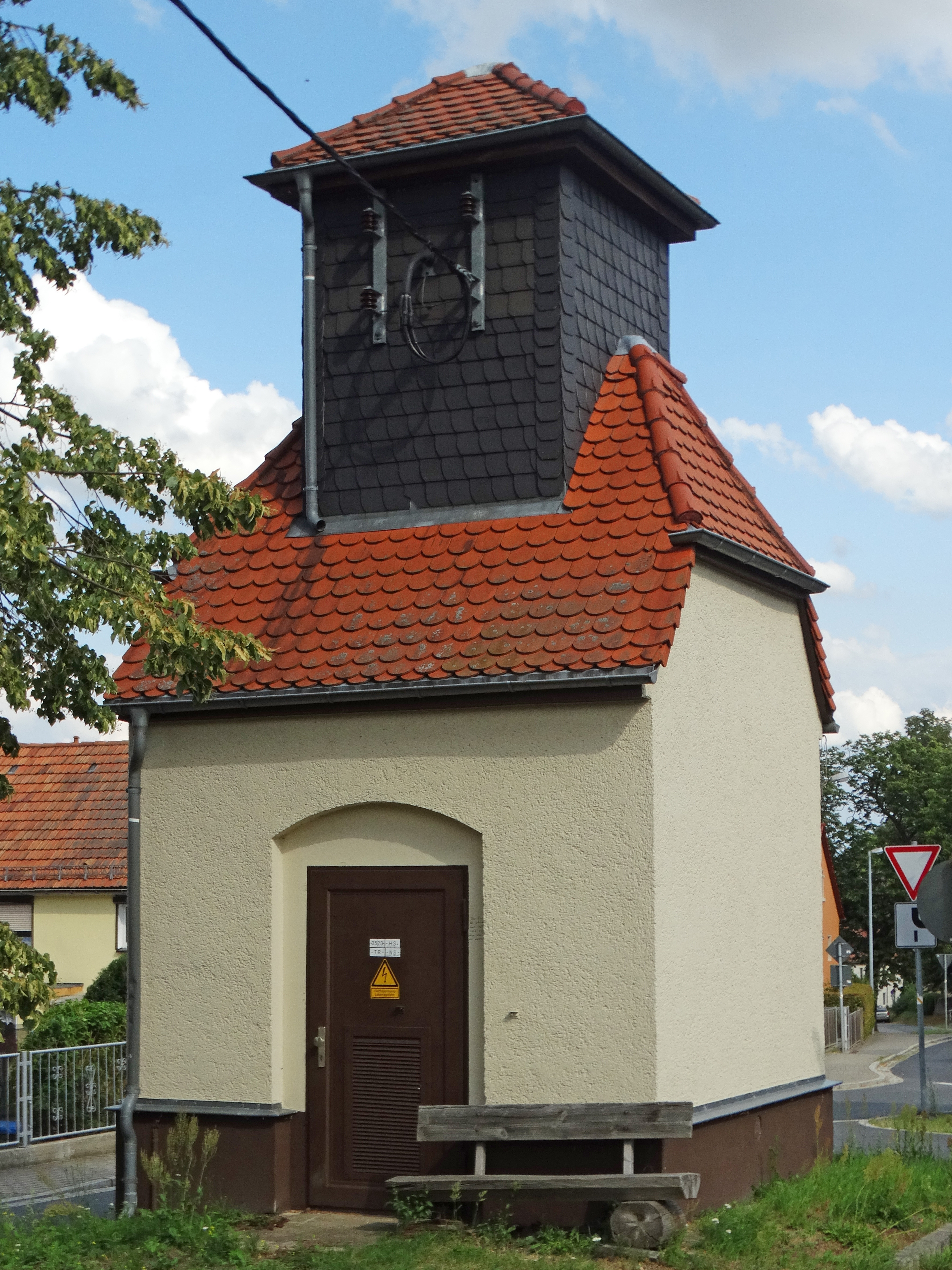
Medingen
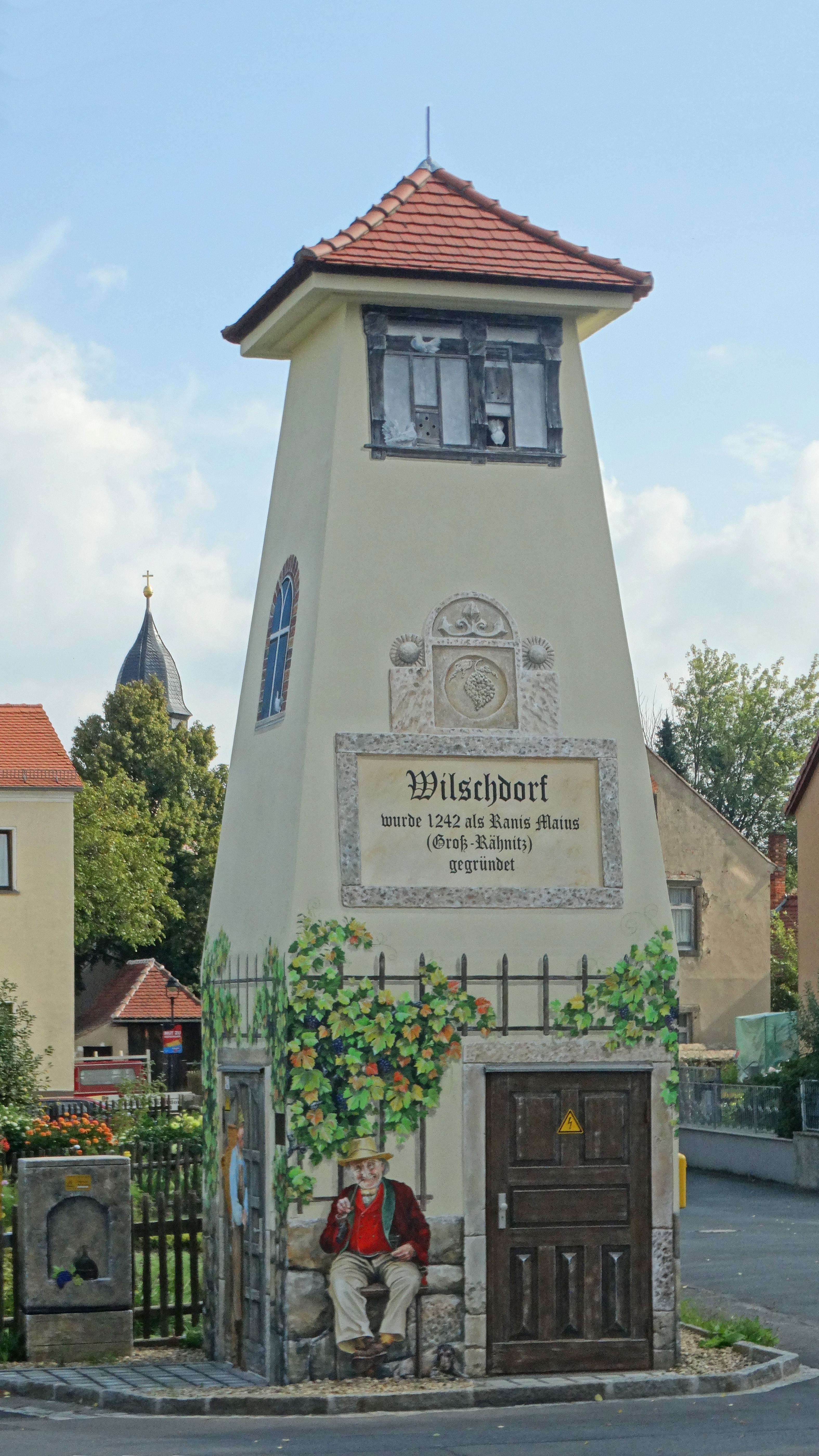
Wilschdorf (Dresden)
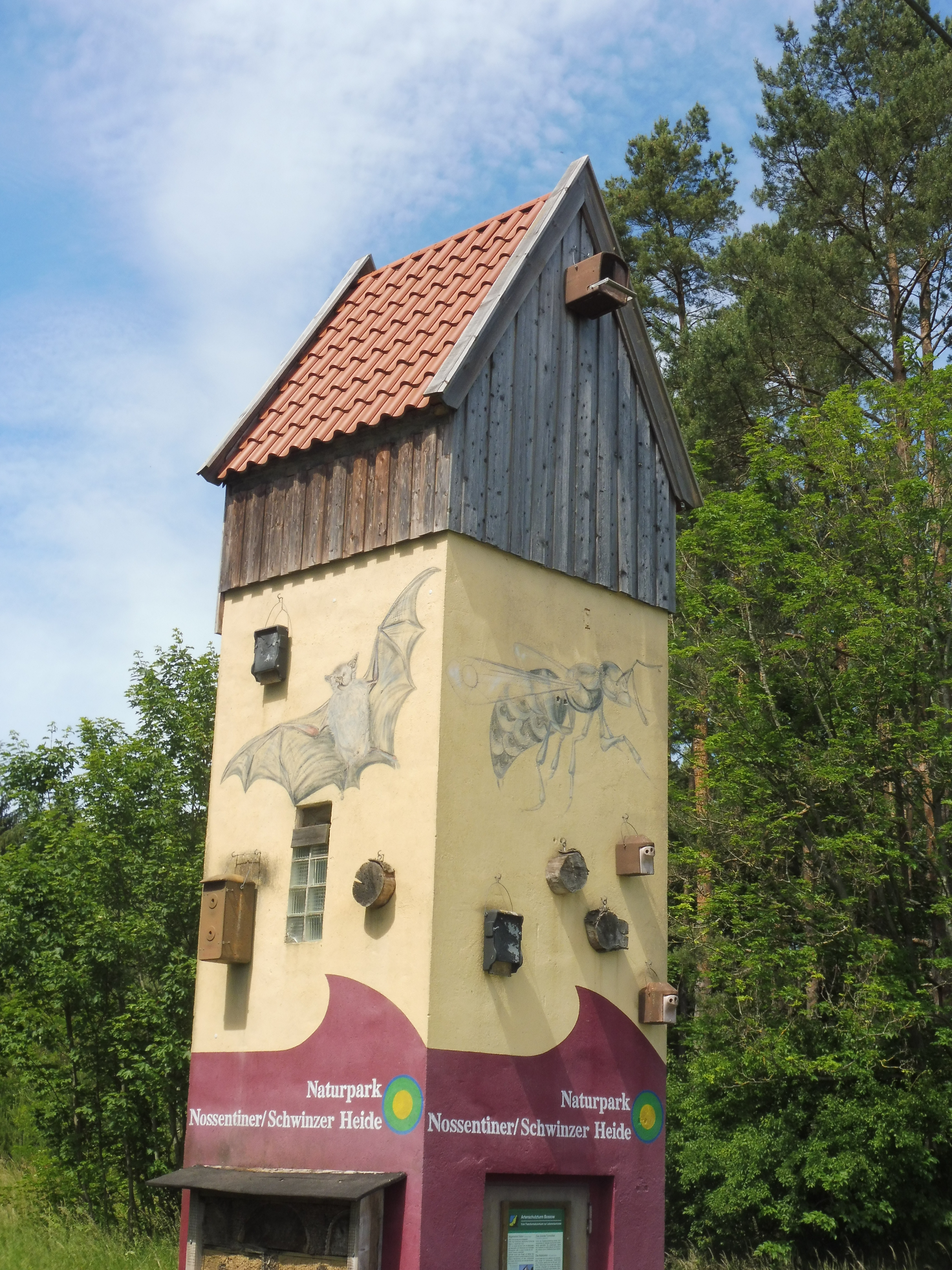
Artenschutzturm in Bossow
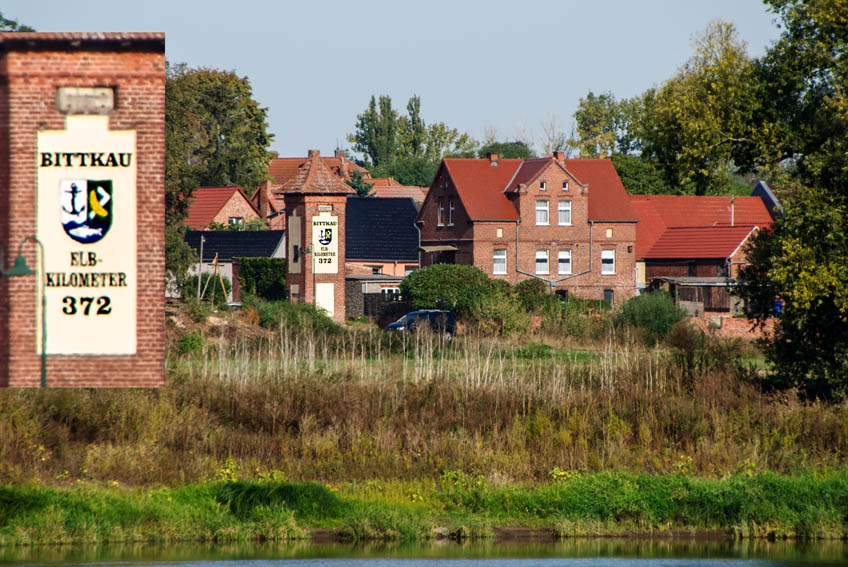
Bittkau, Elbkilometer 372
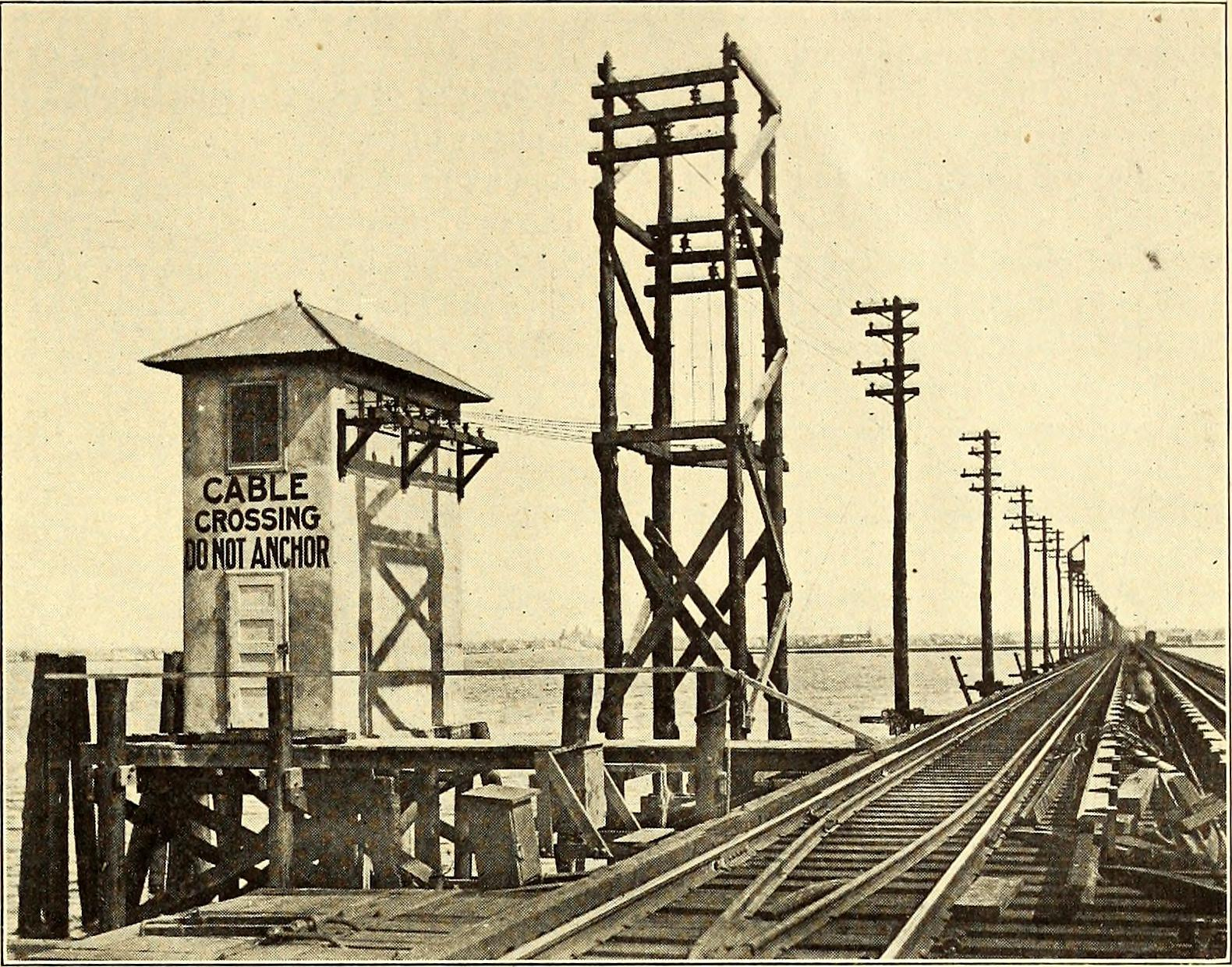
Turmstation einer Bahnelektrifizierung, USA, 1906
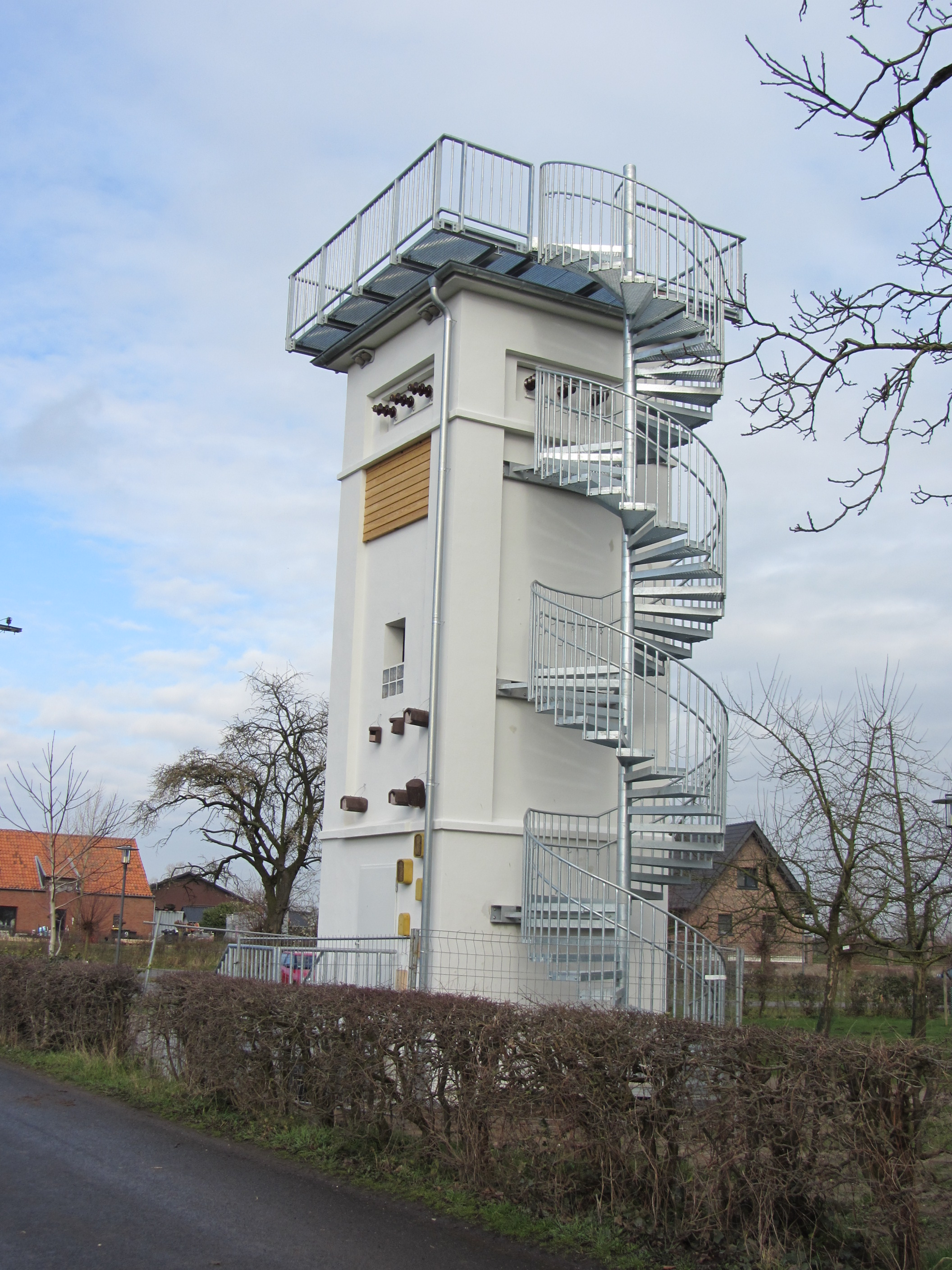
Bislicher Insel
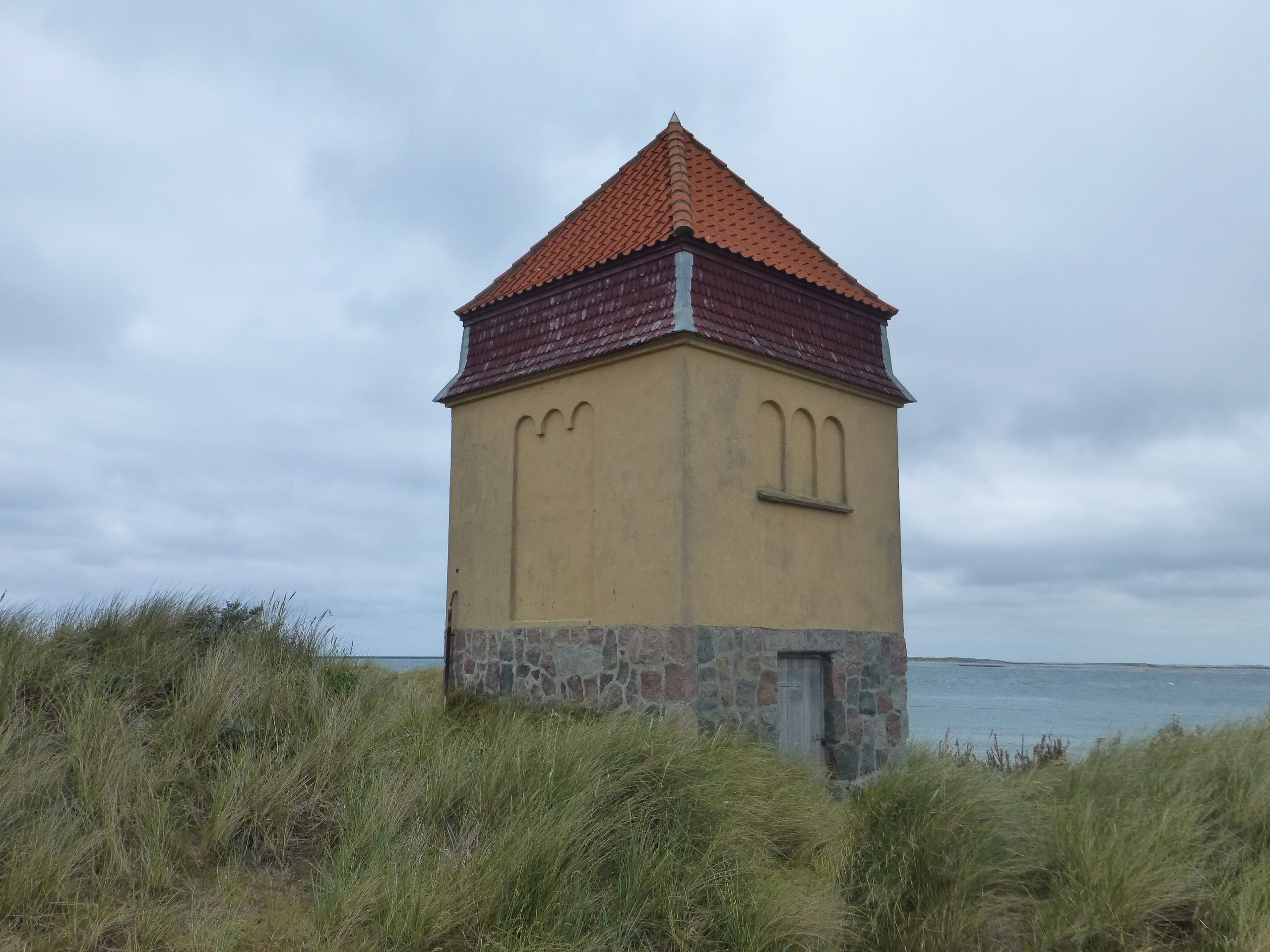
Gelber Turm, Wahrzeichen von Thyborøn, DK
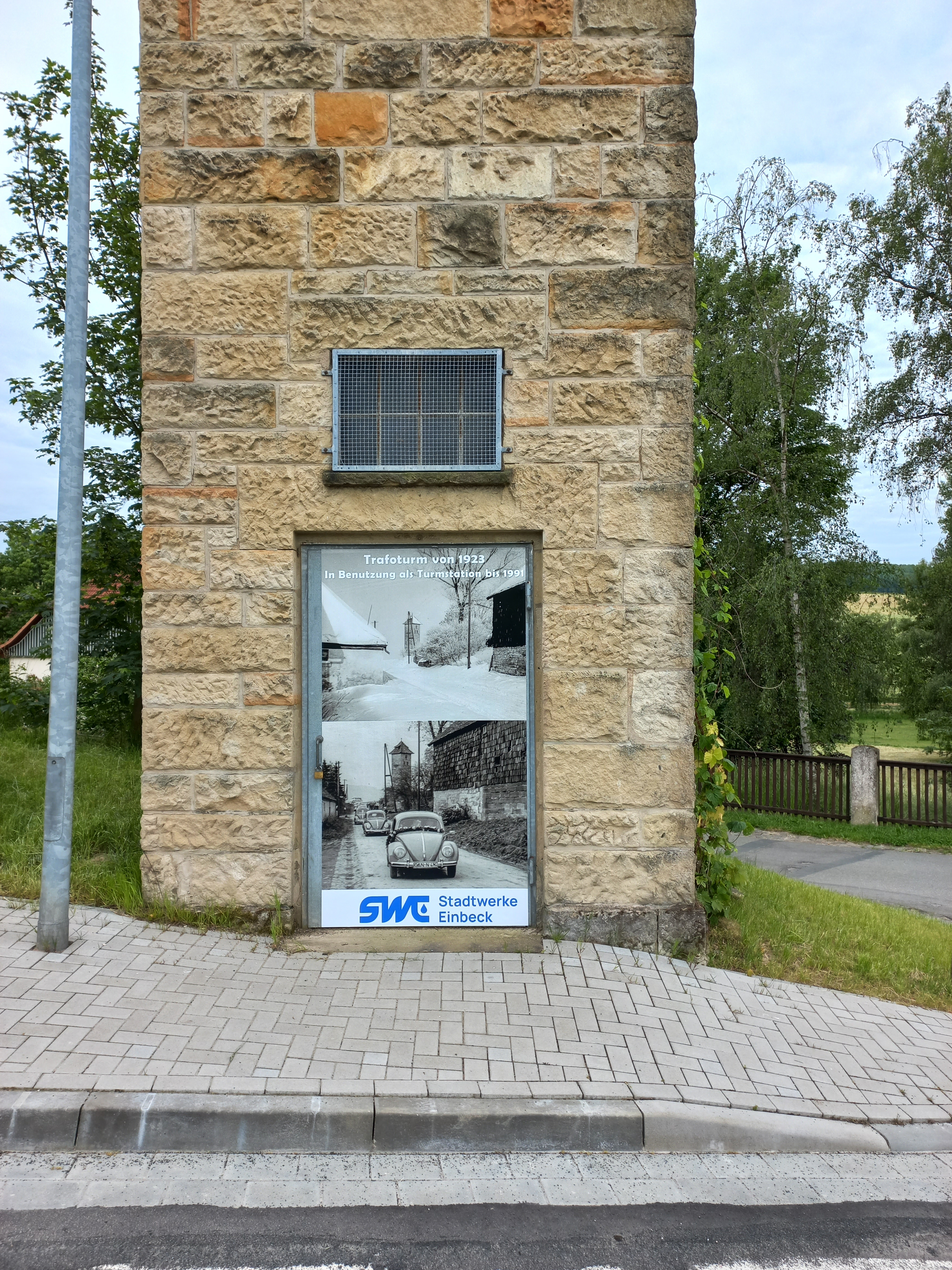
Trafoturm Holtershausen von 1923 mit historischen Motiven
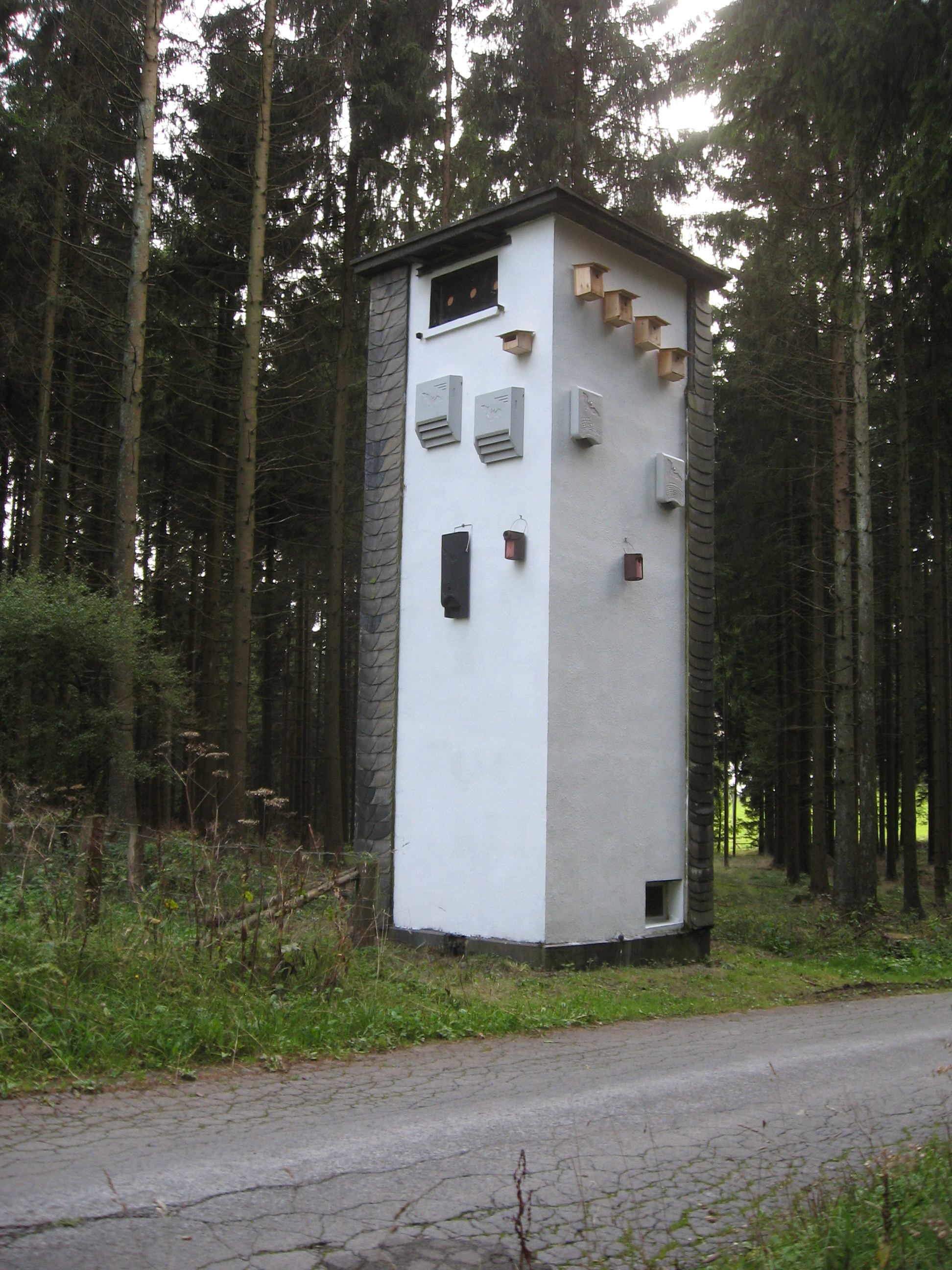
Artenschutzturm in Hohenwibbecke